# Deir an-Nabi Samwīl

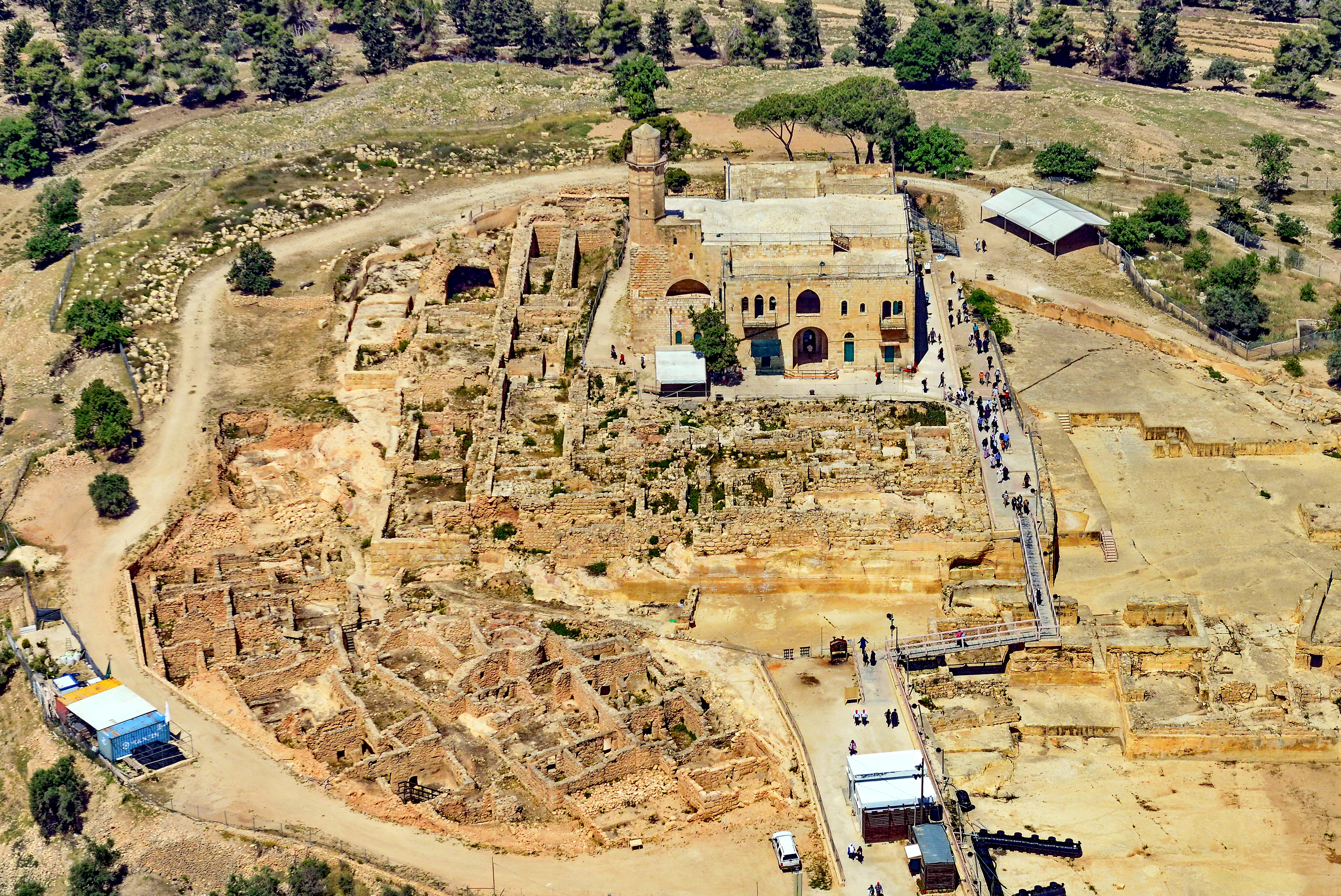
Deir an-Nabi Samwil (2014)

Deir an-Nabi Samwīl „Kloster des Propheten Samuel“, kurz An-Nabi Samwīl „Prophet Samuel“, ist eine archäologische Stätte im israelisch besetzten Westjordanland (Zone C). Das Gelände gehört zum Gouvernement Jerusalem der Palästinensischen Autonomiebehörde. Es wurde 1995 zum israelischen Nationalpark erklärt. 
An-Nabi Samwīl ist eine für Muslime und Juden heilige Stätte, an der das Grab des Propheten Samuel verehrt wird. Diese Tradition geht bis ins 6. Jahrhundert zurück. Aus archäologischer Sicht konkurriert An-Nabi Samwīl mit dem nahegelegenen Tell en-Naṣbe um die Identifikation mit dem in der Hebräischen Bibel genannten Ort Mizpa.

## Name und Lage

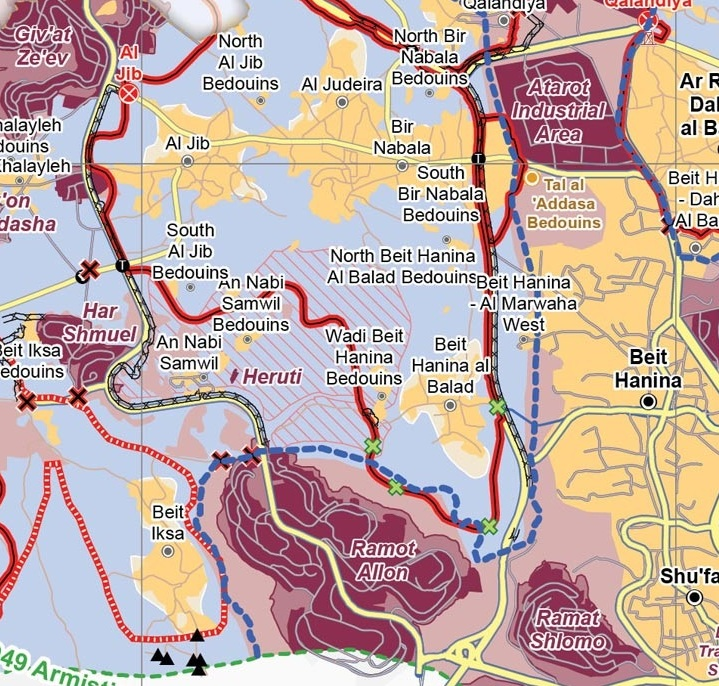
Deir an-Nabi Samwil, politische Karte (2018)

Nach biblischer Darstellung wurde der Prophet Samuel „in seiner Stadt Rama“ beerdigt (1 Sam 28,3 ). Da hebräisch רָמָה Rāmāh aber „Höhe“ bedeutet, wurde der biblische Begräbnisort Samuels in der Spätantike mit dem markanten Berg nahe Jerusalem identifiziert. Nadav Na’aman plädiert dafür, dass Rama bereits der eisenzeitliche Name von An-Nabi Samwīl gewesen sei.
Deir an-Nabi Samwīl ist eine wohl im 18. Jahrhundert erbaute Moschee über älteren Grundmauern. Sie befindet sich auf einem relativ hohen Berg, 908 m über dem Meeresspiegel, im Nordosten der Jerusalemer Altstadt. Der Name „Kloster des Propheten Samuel“ erinnert daran, dass sich in byzantinischer Zeit an dieser Stelle ein Kloster befand. Al-Muqaddasī bezeichnete die Stätte im späten 10. Jahrhundert als Deir Šamwīl.
Christliche Pilger der Kreuzfahrerzeit, die auf dem Seeweg anreisten und in Jaffa an Land gingen, sahen von diesem Berg aus erstmals ihr Ziel Jerusalem. Sie bezeichneten ihn daher als Mons Gaudii (Monjoie, Monjoye) „Berg der Freude“.

## Geschichte
An-Nabi Samwīl ist seit der Eisenzeit bis in die Gegenwart ununterbrochen besiedelt. Da die Kuppe aufgrund der weiten Sicht strategisch interessant war, wurde sie zeitweise militärisch genutzt. Aber eine nahegelegene reiche Quelle machte sie auch für die zivile Siedlung attraktiv.
Eine Samuelskirche wurde im 6. Jahrhundert zur Zeit Kaiser Justinians I. erbaut, die Reliquien waren aber schon vorher nach Chalcedon und schließlich Konstantinopel transferiert worden. Auch nachdem die byzantinische Kirche auf dem Berggipfel in Ruinen gelegen war, hielt sich hier die Samueltradition, und eine byzantinische, später arabische Siedlung bestand hier weiterhin. Letztere war ein Zentrum der Keramikproduktion.
Die Kreuzfahrer setzten sich auf dem Monjoie fest, um von dort aus die Straßen von der Küstenebene nach Jerusalem kontrollieren zu können. Eine Kombination von Festung, Kloster und Kirche entstand. Balduin II. übergab den Monjoie dem Zisterzienserorden und beauftragte diesen mit dem Bau des Klosters. Der Klosterbau wurde dann aber von den Prämonstratensern als Abtei St. Samuel realisiert und war vor 1157 abgeschlossen. Eine Neuerung der Kreuzfahrer war die (irrige) Identifikation des Berggipfels mit dem biblischen Ort Silo, die auch von einigen jüdischen Reiseberichten übernommen wurde.
Der jüdische Reisende Benjamin von Tudela schrieb, die Edomiter (= Kreuzfahrer) hätten das echte Samuelgrab in Ramla, das er mit Rama identifizierte, beraubt und die Reliquien auf den Monjoie gebracht, in die von ihnen neu erbaute Samuelskirche. Nachdem Saladin Jerusalem 1187 erobert hatte, wurde die Kirchenruine zu einer Moschee umgestaltet. Einem jüdischen Reisebericht des 13. Jahrhunderts zufolge wurden die Gräber von Samuel und seiner Mutter Hanna auf dem Berggipfel in einem „sehr schönen Gebäude“ verehrt, das anscheinend für Muslime und Juden zugänglich war.
Der anonyme Autor der hebräischen Schrift Yichus haʾAvot stellte 1537 kritisch fest, das von den Ismaeliten (= Muslimen) verehrte Samuelgrab sei ja ein Kenotaph. Nichtsdestoweniger war es zu seiner Zeit ein bedeutendes jüdisches Pilgerziel; an Schawuot zog demnach die jüdische Gemeinde von Jerusalem mit ihren Torarollen in Prozession dorthin.
Nachdem die jüdischen Nutzungsrechte von An-Nabi Samwīl im 16. Jahrhundert eingeschränkt wurden, wurden sie um 1750 wieder restituiert, und seither besteht eine kontinuierliche jüdische Pilgertradition.
Im 18. Jahrhundert wurde die bis in die Gegenwart bestehende Moschee mit auffällig hohem Minarett unter Einbeziehung von Bausubstanz älterer Gebäude errichtet. Der Inschrift über dem Eingang zufolge wurde sie 1926/27 renoviert.

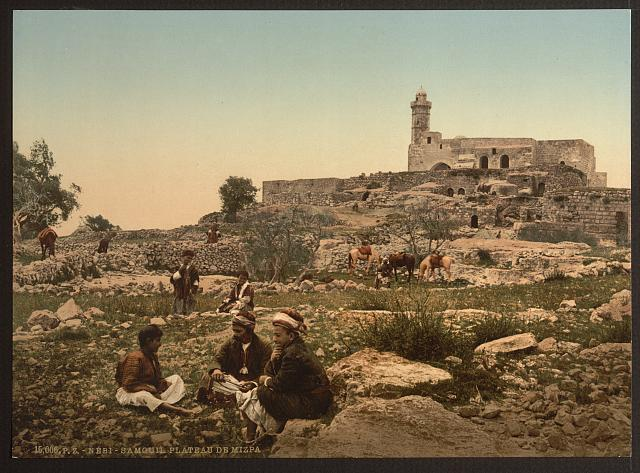
Deir an-Nabi Samwil (vor 1900)

Paul Kahle notierte, dass An-Nabi Samwīl in osmanischer Zeit von Muslimen, Juden und Christen gleichermaßen aufgesucht wurde. Taufiq Canaan zufolge galt der heilige Samuel als Regenbringer. 1917 fanden hier schwere Kämpfe zwischen osmanischen Truppen, die sich hier verschanzt hatten, und der auf Jerusalem vorrückenden britischen Armee statt.
Zwischen dem Palästinakrieg 1948 und dem Sechstagekrieg 1967 stand Ostjerusalem unter jordanischer Verwaltung, und An-Nabi Samwīl wurde als Militärposten der jordanischen Armee genutzt. Besuche des Schreins waren kaum möglich.

## Heutiger Zustand
Seit 1967 steht An-Nabi Samwīl unter israelischer Verwaltung, und Soldaten der israelischen Armee bewachen die Stätte. Sie haben auf dem Dach der Moschee einen Beobachtungsposten eingerichtet. Gisela Procházka-Eisl und Stephan Procházka stellten bei ihrem Besuch 2003 fest, dass vorwiegend jüdische Besucher in An-Nabi Samwīl zu finden sind. Im Erdgeschoss des Gebäudes befindet sich das mit grünem Tuch bedeckte Kenotaph Samuels; darauf liest man die arabische Inschrift: „Dies ist das Grab Samuels, des Propheten Gottes, Friede sei mit ihm.“ In der Krypta der kreuzfahrerzeitlichen Kirche befindet sich ein weiteres, mit blauem Tuch bedecktes Kenotaph, das von jüdischen Pilgern aufgesucht wird.
Unter israelischer Verwaltung sind um die Moschee umfangreiche archäologische Grabungen durchgeführt worden. Yitzhak Magen und Michael Dadon gruben hier von 1992 bis 1999.